# Hyloxalus abditaurantius
Hyloxalus abditaurantius är en groddjursart som först beskrevs av Philip A. Silverstone 1975.  Hyloxalus abditaurantius ingår i släktet Hyloxalus och familjen pilgiftsgrodor. IUCN kategoriserar arten globalt som livskraftig. Inga underarter finns listade i Catalogue of Life.